# Cyrill Zeisel
Cyrill Zeisel (uváděn také jako Zeißel, Zeihßel nebo Zeissel; 11. ledna 1870 Damnice – 22. ledna 1924 tamtéž) byl rakousko-uherský politik, zemědělec a starosta Damnic, v letech 1906–1918 poslanec Moravského zemského sněmu.

## Životopis
Po otci Cyrillu Zeiselovi převzal zemědělskou usedlost. V roce 1897 se oženil s Annou Hawle z Jiřic a měl s ní pět dětí.
Ve veřejném životě se začal angažovat jako člen obecního výboru a pak starosta v rodných Damnicích. Podílel se rovněž na činnosti a vedení řady spolků v obci i v regionu – vodního družstva, hasičského sboru, konkurenčního kostelního výboru, mlékárenského družstva, zemědělského spolku, jednoty pro pojištění dobytka, pěveckého spolku, komise pro chov dobytka v Miroslavi, spolku majitelů cihelen, okresního školního výboru v Moravském Krumlově.
V moravských zemských volbách 1906 kandidoval v německé volební skupině nově zřízené všeobecné kurii v obvodu tvořeném městem Znojmo a okresy Znojmo, Vranov nad Dyjí, Moravský Krumlov, Moravské Budějovice, Jaroslavice, Mikulov a Břeclav jako společný kandidát pokrokářů a radikálů. Díky zaměření se na zájmy zemědělců ve druhém kole porazil křesťanského sociála A. Langa ze Slupi a byl zvolen poslancem. Zástupce stejné strany (A. Burgstallera z Fryšavy) porazil ve druhém kole i při svém znovuzvolení v moravských zemských volbách 1913. Byl členem verifikačního, nouzového a sociálně-politického výboru a výboru pro kontribučenské fondy.
Podílel se na založení Německé agrární strany na Moravě na jaře 1914.